# Farol do Ilhéu de Ferro
Der Farol do Ilhéu de Ferro ist ein Leuchtturm, der sich auf dem Eiland Ilhéu de Ferro vor der westlichen Küste der portugiesischen Insel Porto Santo im Madeira-Archipel befindet.

## Beschreibung
Die Ilhéu de Ferro ist eines der sechs Eilande der Ilhéus do Porto Santo rund um die Insel und ist für die Öffentlichkeit nicht zugänglich. Etwa mittig auf der höchsten Erhebung des Eilands befindet sich der Leuchtturm auf rund 115 Metern Höhe. 
Die Konstruktion folgte den Plänen der azoreanischen Leuchttürme Farol de Ponta Garça auf São Miguel und Farol do Carapacho auf Graciosa. Erbaut wurde er 1959 unter Mithilfe der Besatzung des Minensuchers NRP Santa Maria, die zunächst einen Weg mit 278 Stufen vom Landeplatz zum Baugrund anlegte. Die Inbetriebnahme – zunächst noch mit Acetylen-Beleuchtungssystem – erfolgte am 1. Oktober 1959.

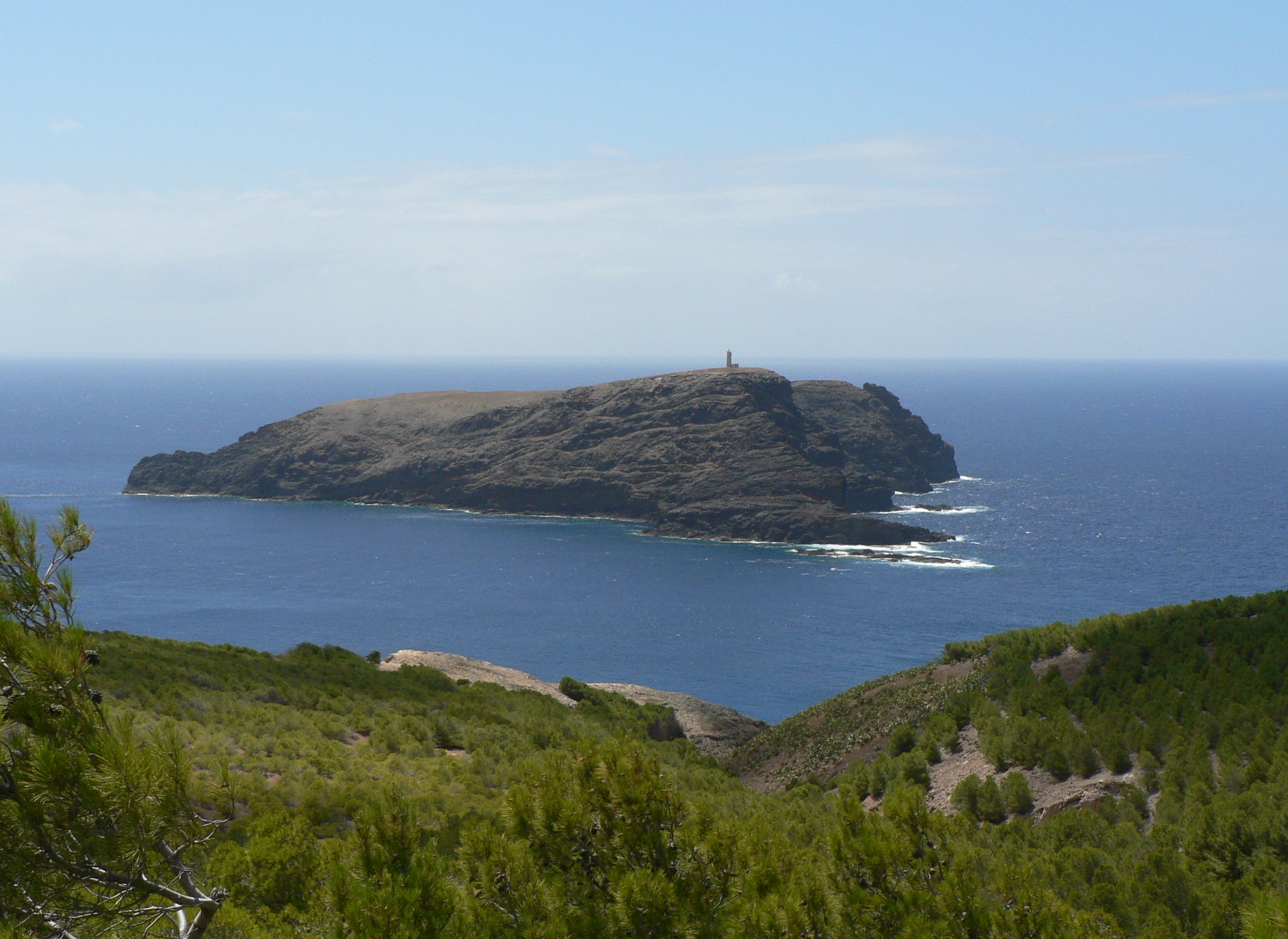
Das Eiland Ilhéu de Ferro

Er hat einen runden Grundriss, wurde aus Beton errichtet und ist 14 Meter hoch. An der Spitze des Turmes steht ein kleiner Mast mit einer Laterne, die mit Solarenergie betrieben wird. Neben dem Turm befindet sich ein Anbau, der als Technikgebäude dient. Beide Gebäude sind weiß gestrichen.
Das Leuchtfeuer ist unter der internationalen Nummer D-2762 registriert. Die Kennung besteht aus einem 3 Sekunden lang dauernden weißen Licht, das alle 15 Sekunden wiederholt wird. Die Tragweite beträgt rund 23 Seemeilen (ca. 42 Kilometer).